# World Sailing
World Sailing (WS) is het internationale bestuursorgaan voor de zeilsport en is verantwoordelijk voor de organisatie van zeilregatta's zoals die bij de Olympische Zomerspelen.
De federatie erkent meer dan 80 klassen die recht hebben op meedingen in wereldkampioenschappen. Net als alle andere internationale sportbonden is World Sailing een federatie van besturen van landelijke bonden van meer dan 120 aangesloten landen.
World Sailing werd in 1907 in Parijs opgericht als de International Yacht Racing Union (IYRU). In 1996 werd de naam gewijzigd in International Sailing Federation (ISAF) en in december 2015 werd de naam officieel World Sailing.